# Gertrude Friedberg
Gertrude Tonkonogy Friedberg (* 17. Mai 1908 in New York; † 17. September 1989 ebenda; gebürtig Gertrude Tonkonogy) war eine amerikanische Schriftstellerin und Dramatikerin.
Nach dem Collegebesuch arbeitete sie zunächst als Sekretärin im Büro eines Theaterproduzenten. Im Jahre 1933 schrieb sie das Bühnenstück The Three-Cornered Moon, eine Screwball Comedy, die sich als Hit am Broadway entpuppte und kurz darauf mit Claudette Colbert als Hauptdarstellerin verfilmt wurde. Erfolgreich war auch Town House, das auf Stories des Schriftstellers John Cheever basierte.
In den folgenden Jahren schrieb Gertrude Friedberg Theaterstücke, Filmdrehbücher, Kurzgeschichten sowie einen Science-Fiction-Roman The Revolving Boy.
Sie verstarb am 17. September 1989 im Alter von 81 Jahren in Manhattan an einem Krebsleiden.

## Bibliographie
Bühnenstücke
- The Three-Cornered Moon (1933, Vorlage für Ein Stück vom Mond)
- Town House (1948)

Romane
- The revolving boy (1966)
  - Deutsch: Ruf aus dem Weltraum. Übersetzt von Hans-Ulrich Nichau. Goldmanns Weltraum Taschenbücher #084, 1967.

Kurzgeschichten
- The Wayward Cravat (1958)
- The Short and Happy Death of George Frumkin (1963)
  - Deutsch: Der erholsame Tod des George F. In: Charlotte Winheller (Grsg.): Signale vom Pluto. Heyne TB #248, 1963. Weitere Übersetzung in: Jack Williamson (Hrsg.): Die Zeit-Legion. Moewig (Terra Extra #30), 1963.
- For Whom the Girl Waits (1972)
- Where Moth and Rust (1980)